# 圣乔治莱巴亚若
圣乔治莱巴亚若（法語：Saint-Georges-lès-Baillargeaux，法語發音：[sɛ̃ ʒɔʁʒ lɛ bajaʁʒo]）是法国新阿基坦大区维埃纳省的一个市镇，位于该省中部略偏北，属于普瓦捷区。

## 地理
圣乔治莱巴亚若（46°40'15"N, 0°24'0"E）面积33.9 平方千米，位于法国新阿基坦大区维埃纳省，该省份为法国中西部省份，北起曼恩-卢瓦尔省和安德尔-卢瓦尔省，西接德塞夫勒省，南至夏朗德省，东南接上维埃纳省，东临安德尔省。
与圣乔治莱巴亚若接壤的市镇（或旧市镇、城区）包括：博讷伊马图尔、拉沙佩勒穆利耶尔、普瓦图地区沙斯讷伊、迪赛、蒙塔米塞、若奈-马里尼。
圣乔治莱巴亚若的时区为UTC+01:00、UTC+02:00（夏令时）。

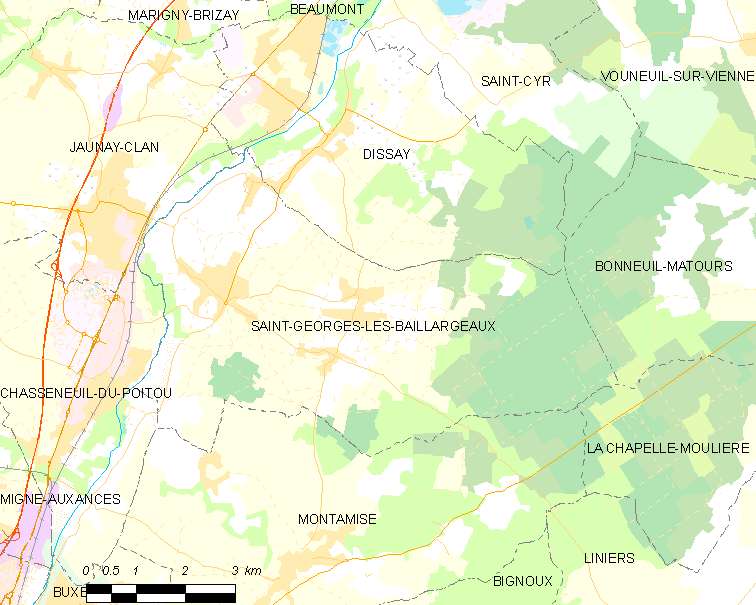
圣乔治莱巴亚若的OSM定位图

## 行政
圣乔治莱巴亚若的邮政编码为86130，INSEE市镇编码为86222。

## 政治
圣乔治莱巴亚若所属的省级选区为若奈-马里尼县。

## 人口

1962-2008年间圣乔治莱巴亚若人口变化图示

圣乔治莱巴亚若于2022年1月1日时的人口数量为4345人。